# Crambus concolorellus
Crambus concolorellus là một loài bướm đêm trong họ Crambidae.